# Limnophila (Araucolimnophila) wolffhuegeli
Limnophila (Araucolimnophila) wolffhuegeli is een tweevleugelige uit de familie steltmuggen (Limoniidae). De soort komt voor in het Neotropisch gebied.